# 第一観光
有限会社第一観光（だいいちかんこう）は、香川県高松市に本社のあるバス事業と旅行業を行う会社である。

## 会社概要
公益社団法人日本バス協会会員で、規制緩和以前から貸切バス事業を行っている。大型バスからマイクロバスまでの各サイズを揃えていて、車椅子のまま乗降可能なリフト付き車両の福祉バスも保有している。
旅行業では、主にバスを利用した旅行商品（募集型企画旅行・受注型企画旅行）の企画・販売を行っている。

## 営業所
- 本社
香川県高松市円座町1174番地2

## 沿革
- 1977年3月 - 有限会社第一観光設立
- 1977年6月 - 第2種旅行業登録
- 1994年5月 - 一般貸切旅客自動車運送事業認可